# Народне новине (Хрватска)
Народне новине су службени лист Републике Хрватске. Узимајући у обзир једно од главних начела права - непознавање права штети (лат. ignorantia iuris nocet), тј. да се нитко не може извињавати да није знао да нешто законом није забрањено или регулисано, прије него што ступе на снагу, закони и други прописи државних тела Републике Хрватске се објављују у Народним новинама.

## Историја
Данашње Народне новине вуку порекло од новина, које је су почеле излазити 1835. године под именом Новине Хорватзке. Накладник и први уредник је био Људевит Гај. То су биле прве новине у Загребу штампане на хрватском језику. Од другог броја Новина Хорватзких излази и њихов књижевни прилог: Даницза Хорватзка, Славонзка y Далматинзка. Следеће године наслов је промењен у Новине илирске, а након забране илирскога имена 1843. у Народне новине (видети: Илиризам).
До преокрета је дошло почетком 1850. године, када је Гај, који се одрекао својих ранијих политичких идеја и постао сарадник тадашњег апсолутистичког режима, обезбедио да Народне новине постану званични лист за Хрватску и Славонију на хрватско-илирском језику. Новине објављују службене акте власти, али и друге новинске и књижевне прилоге. Ипак је следећих година власт била незадовољна бројним објављеним чланцима, па је и сам Гај неко време провео у затвору. Ипак, кроз све промене режима и држава у следећих 150 година, све до данас „Народне новине“ су задржавале улогу званичног листа регионалних или државних власти. Квалитет новина битно се поправио када је 1856. године главни уредник постао Димитрије Деметер.
За време Краљевине Југославије биле су службени лист Савске бановине, а потом и Бановине Хрватске. Задњи број „Народних новина“ као званичног листа Бановине Хрватске изашао је 9. априла 1941, објављујући неке прописе базиране на споразуму по којем је Влатко Мачек ушао у владу Душана Симовића. Два дана после, 11. априла, „Народне новине“ излазе као први број службеног листа Независне Државе Хрватске.
Од краја Другог светског рата, 1945. године, настављају излазити као Службени лист Федералне Хрватске (касније НР Хрватске, па СР Хрватске), а од јула 1990. године као Службени лист Републике Хрватске.